# Micrurus multiscutatus
Micrurus multiscutatus (кауканський кораловий аспід) — вид отруйних змій родини аспідових (Elapidae). Мешкає в Південній Америці.

## Поширення і екологія
Кауканські коралові аспіди мешкають на західних схилах Західного хребта Колумбійських Анд в департаменті Каука, а також спостерігалися на півночі Еквадору. Вони живуть у вологих тропічних лісах, на висоті від 100 до 1500 м над рівнем моря.

## Збереження
МСОП класифікує стан збереження цього виду як близький до загрозливого. Helicops multiscutatus загрожує знищення природного середовища.